# Mièges
Cet article possède un paronyme, voir Miège.
Mièges est une commune française située dans le département du Jura, la région culturelle et historique de Franche-Comté et la région administrative Bourgogne-Franche-Comté.
Elle est créée le 1er janvier 2016 sous le statut de commune nouvelle après la fusion de Mièges (commune déléguée), Esserval-Combe et Molpré.

## Géographie

### Communes limitrophes

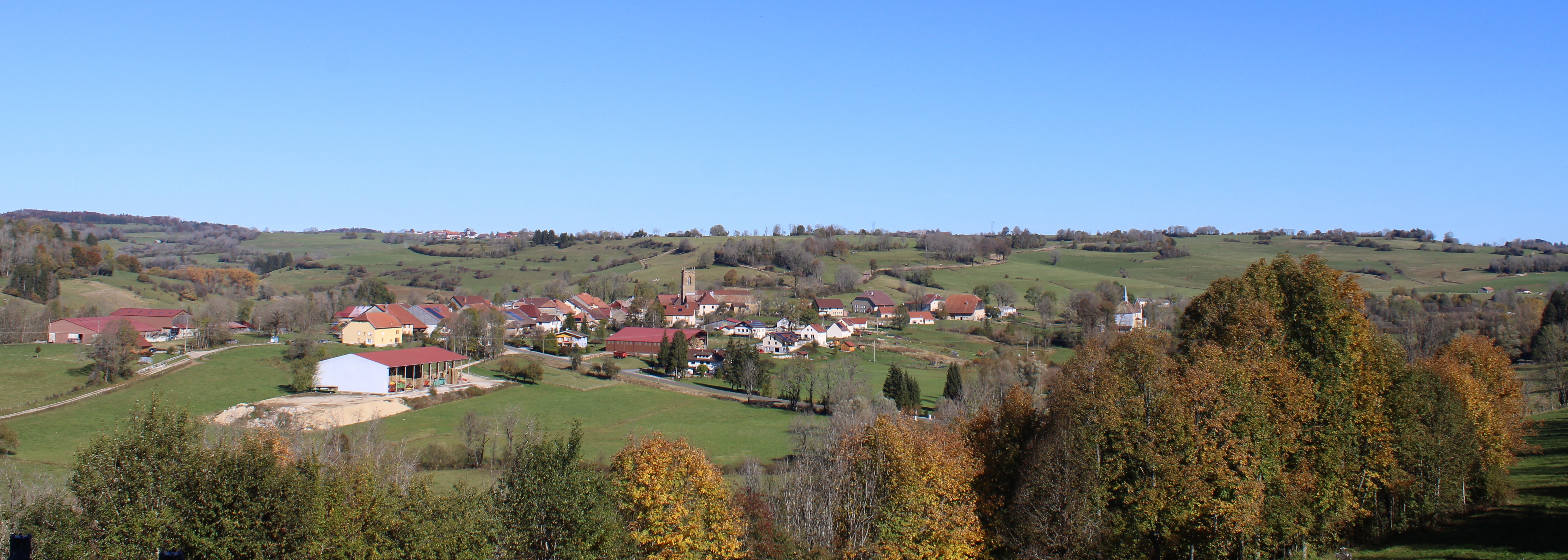
Panorama du village depuis les remparts de Nozeroy.

| Plénise Plénisette | Esserval-Tartre | Censeau      |
| Onglières          | Mièges          | Mignovillard |
| Doye               | Nozeroy         | Longcochon   |

### Climat
Pour des articles plus généraux, voir Climat de la Bourgogne-Franche-Comté et Climat du département du Jura.
En 2010, le climat de la commune est de type climat de montagne, selon une étude du Centre national de la recherche scientifique s'appuyant sur une série de données couvrant la période 1971-2000. En 2020, Météo-France publie une typologie des climats de la France métropolitaine dans laquelle la commune est exposée à un climat de montagne ou de marges de montagne et est dans la région climatique Jura, caractérisée par une forte pluviométrie en toutes saisons (1 000 à 1 500 mm/an), des hivers rigoureux et un ensoleillement médiocre.
Pour la période 1971-2000, la température annuelle moyenne est de 8 °C, avec une amplitude thermique annuelle de 16,5 °C. Le cumul annuel moyen de précipitations est de 1 647 mm, avec 13 jours de précipitations en janvier et 10,6 jours en juillet. Pour la période 1991-2020, la température moyenne annuelle observée sur la station météorologique de Météo-France la plus proche, « Cerniébaud », sur la commune de Cerniébaud à 8 km à vol d'oiseau, est de 7,9 °C et le cumul annuel moyen de précipitations est de 1 786,6 mm. 
La température maximale relevée sur cette station est de 35 °C, atteinte le 25 juillet 2019 ; la température minimale est de −26,5 °C, atteinte le 12 janvier 1987,,.
Les paramètres climatiques de la commune ont été estimés pour le milieu du siècle (2041-2070) selon différents scénarios d'émission de gaz à effet de serre à partir des nouvelles projections climatiques de référence DRIAS-2020. Ils sont consultables sur un site dédié publié par Météo-France en novembre 2022.

## Urbanisme

### Typologie
Au 1er janvier 2024, Mièges est catégorisée commune rurale à habitat dispersé, selon la nouvelle grille communale de densité à sept niveaux définie par l'Insee en 2022.
Elle est située hors unité urbaine et hors attraction des villes,.

## Histoire
L'histoire de la commune est celle des communes fusionnées dont elle est issue.
En 2015, les communes de Mièges, Esserval-Combe et Molpré décident de s'unir pour former une commune nouvelle à compter du 1er janvier 2016.

## Politique et administration
| Nom                               | Code Insee | Intercommunalité         | Superficie (km2) | Population (dernière pop. légale) | Densité (hab./km2) |
| --------------------------------- | ---------- | ------------------------ | ---------------- | --------------------------------- | ------------------ |
| Mièges (commune déléguée) (siège) | 39329      | CC du Plateau de Nozeroy | 3,19             | 84 (2013)                         | 26                 |
| Esserval-Combe                    | 39213      | CC du Plateau de Nozeroy | 1,76             | 20 (2013)                         | 11                 |
| Molpré                            | 39340      | CC du Plateau de Nozeroy | 2,73             | 21 (2013)                         | 7,7                |

### Liste des maires
| Période        | Période  | Identité              | Étiquette | Qualité |
| -------------- | -------- | --------------------- | --------- | ------- |
| ?              | 1983     | Pierre DOLE           |           |         |
| 1983           | 1989     | Dominique VUILLERMET  |           |         |
| 1989           | 2008     | Gilles PERRIN         |           |         |
| 2008           | 2020     | Philippe DOLE         |           |         |
| 6 janvier 2016 | 2020     | Philippe DOLE         |           |         |
| 2021           | En cours | Jean-Claude COMPAGNON |           |         |

Jusqu'aux prochaines élections municipales de 2020, le conseil municipal de la nouvelle commune est constitué de tous les conseillers municipaux issus des conseils des anciennes communes. Le maire de chacune d'entre elles devient maire délégué.

## Population et société

### Démographie
L'évolution du nombre d'habitants est connue à travers les recensements de la population effectués dans la commune depuis sa création.

En 2022, la commune comptait 165 habitants, en évolution de +6,45 % par rapport à 2016 (Jura : −0,81 %, France hors Mayotte : +2,11 %).
| 2014 | 2015 | 2016 | 2021 | 2022 |
| ---- | ---- | ---- | ---- | ---- |
| 135  | 145  | 155  | 167  | 165  |

## Culture locale et patrimoine

### Lieux et monuments
Il convient de se reporter aux articles consacrés aux anciennes communes fusionnées.

### Personnalités liées à la commune
- François Carlier, ermite, originaire du Hainaut, vécut à Mièges au XVIIe siècle.